# Allal al-Fassi
Allal al-Fassi (àrab: علال الفاسي, ʿAllāl al-Fāsī) (Fes, 10 de gener de 1910 - Bucarest, 13 de maig de 1974) va ser un polític, escriptor, poeta i estudiós islàmic marroquí. Va fundar el partit nacionalista Istiqlal que era una força política que propugnava la independència del Marroc del colonialisme francès. Va ser professor universitari a la Universitat de Fes el 1932, encara que a l'any següent es va haver d'exiliar del país a causa del seu activisme polític nacionalista.
Va ser president del Consell Constitucional l'any 1961 i ministre d'afers islàmics el 1962, després de la independència del Marroc. Tanmateix, dos anys després, el 1963, passà a l'oposició.